# فياتشيسلاف جلازكوف
فياتشيسلاف جلازكوف (بالأوكرانية: Глазков В'ячеслав Валерійович) مواليد 15 أكتوبر 1984 في لوهانسك، الجمهورية الأوكرانية السوفيتية الاشتراكية، هو ملاكم محترف أوكراني يصنف ضمن فئة الوزن الثقيل. شارك في دورة الألعاب الأولمبية الصيفية سنة 2008 وحقق الميدالية البرونزية فيها.

## إحصائيات
خاض خلال مسيرته 23 نزالا، فاز في 21 وتعادل في 1 وخسر في 1. فاز بالضربة القاضية في 13 نزالا.

## الميداليات
| الميدالية | المسابقة                       |
| --------- | ------------------------------ |
| برونزية   | الألعاب الأولمبية الصيفية 2008 |

## روابط خارجية
- فياتشيسلاف جلازكوف على موقع بوكس ريك (الإنجليزية) (registration required)
- فياتشيسلاف جلازكوف على موقع اللجنة الأولمبية الدولية (الإنجليزية)
- فياتشيسلاف جلازكوف على موقع أوليمبيديا (الإنجليزية)